# Olive Tell
Olive Tell (Nova Iorque, 27 de setembro de Nova Iorque, 1894 – 6 de junho de 1951) foi uma atriz estadunidense.

## Filmografia
- National Red Cross Pageant (1917)
- To Hell with the Kaiser! (1918)
- Secret Strings (1918)
- The Trap (1919)
- Clothes (1920)
- Chickie (1925)
- Womanhandled (1925)
- Summer Bachelors (1926)
- Prince of Tempters (1926)
- Slaves of Beauty (1927)
- Sailors' Wives (1928)
- The Trial of Mary Dugan (1929)
- Hearts in Exile (1929)
- The Very Idea (1929)
- Cock o' the Walk (1930)
- Lawful Larceny (1930)
- The Right of Way (1931)
- Ten Cents a Dance (1931)
- Woman Hungry (1931)
- Ladies' Man (1931)
- Devotion (1931)
- Delicious (1931)
- Strictly Personal (1933)
- The Witching Hour (1934)
- The Scarlet Empress (1934)
- Private Scandal (1934)
- Baby Take a Bow (1934)
- Four Hours to Kill! (1935)
- Shanghai (1935)
- Polo Joe (1936)
- Zaza (1939) (não creditada)